# فليمير بيراسوفيتش
فليمير بيراسوفيتش (بالكرواتية: Velimir Perasović) مواليد 9 فبراير 1965 في جمهورية كرواتيا الاشتراكية، هو مدرب كرة سلة كرواتي ولاعب سابق. بدأ مسيرته الاحترافية في سنة 1985. يدرب فريق إيفيس. مثّل منتخب بلاده. شارك في دورة الألعاب الأولمبية الصيفية سنة 1992. حقق المركز الأول في بطولة كأس العالم لكرة السلة 1990. اعتزل اللعب في 2003.

## المسيرة الاحترافية
لعب مع نادي بريوغان لكرة السلة في الدوري الإسباني في موسم 1992–1993، ثم لعب مع ساسكي باسكونيا من سنة 1993 إلى 1997، ثم لعب مع بالونكيستو فوينلابرادا في الدوري الإسباني من سنة 1997 إلى 2002، ثم لعب مع نادي أليكانتي لكرة السلة في موسم 2002–2003.

## الميداليات
| الميدالية | المسابقة                         |
| --------- | -------------------------------- |
| ذهبية     | بطولة كأس العالم لكرة السلة 1990 |
| ذهبية     | بطولة أمم أوروبا لكرة السلة 1991 |
| فضية      | الألعاب الجامعية الصيفية 1983    |
| فضية      | الألعاب الأولمبية الصيفية 1992   |
| برونزية   | بطولة أمم أوروبا لكرة السلة 1993 |
| برونزية   | بطولة أمم أوروبا لكرة السلة 1995 |

## روابط خارجية
- فليمير بيراسوفيتش على موقع الاتحاد الدولي لكرة السلة (الإنجليزية)
- فليمير بيراسوفيتش على موقع الاتحاد الدولي لكرة السلة (الإنجليزية)
- فليمير بيراسوفيتش على موقع الدوري الإسباني لكرة السلة (الإسبانية)
- فليمير بيراسوفيتش على موقع كرة السلة الأوروبية.كوم (الإنجليزية)
- فليمير بيراسوفيتش على موقع ريلجم (الإنجليزية)
- فليمير بيراسوفيتش على موقع بروبوليرز (الإنجليزية)
- فليمير بيراسوفيتش على موقع سبورتس رفرنس (الإنجليزية)
- فليمير بيراسوفيتش على موقع الدوري الإسباني لكرة السلة (الإسبانية)
- فليمير بيراسوفيتش على موقع أوليمبيديا (الإنجليزية)